# Ronde van Turkije 2009
De Ronde van Turkije 2009 (Turks: 2009 Cumhurbaşkanlığı Türkiye Bisiklet Turu) was de 45e editie van deze wielerwedstrijd die als meerdaagse koers werd verreden van zondag 12 tot en met zondag 19 april in Turkije. Deze wedstrijd maakte deel uit van de UCI Europe Tour 2009.

## Deelnemende ploegen
Er namen 20 teams deel aan deze editie.
| 5 UCI-World Tour-ploegen | 9 UCI Pro-ploegen            | 4 UCI Continental-ploegen | 2 Landenploegen |
| Fuji-Servetto            | Xacobeo-Galicia              | Cycling Club Bourgas      | Turkije         |
| Lampre-NGC               | ISD                          | Loborika                  | Duitsland       |
| Quick-Step               | Elk Haus                     | Rabobank Continental Team |                 |
| Silence-Lotto            | Vorarlberg-Corratec          | Tema Neotel               |                 |
| Team Milram              | PSK Whirlpool-Author         |                           |                 |
|                          | Contentpolis-Ampo            |                           |                 |
|                          | Barloworld                   |                           |                 |
|                          | CSF Group-Navigare           |                           |                 |
|                          | Acqua & Sapone-Caffè Mokambo |                           |                 |

## Etappe-overzicht
| Etappe | Datum         | Startplaats | Finishplaats | Afstand  | Winnaar etappe      | Leider klassement |
| ------ | ------------- | ----------- | ------------ | -------- | ------------------- | ----------------- |
| 1      | 12 april 2009 | Istanbul    | Istanbul     | 142 km   | Mauro Finetto       | Mauro Finetto     |
| 2      | 13 april 2009 | İzmir       | Kuşadası     | 132,5 km | David García Dapena | Mauro Finetto     |
| 3      | 14 april 2009 | Kuşadası    | Bodrum       | 166,1 km | André Schulze       | Mauro Finetto     |
| 4      | 15 april 2009 | Bodrum      | Marmaris     | 166,9 km | Daryl Impey         | David Loosli      |
| 5      | 16 april 2009 | Marmaris    | Fethiye      | 130 km   | Olivier Kaisen      | David Loosli      |
| 6      | 17 april 2009 | Fethiye     | Finike       | 194 km   | Mauro Finetto       | Daryl Impey       |
| 7      | 18 april 2009 | Finike      | Antalya      | 114,5 km | Robert Förster      | Daryl Impey       |
| 8      | 19 april 2009 | Antalya     | Antalya      | 166      | Sebastian Siedler   | Daryl Impey       |

## Eindstand
| Ronde van Turkije 2009 |                  |                              |           |
| Plaats                 | Naam             | Ploeg                        | Tijd      |
| Lichtblauwe trui       | Daryl Impey      | Barloworld                   | 29u19'32" |
| 2                      | Davide Malacarne | Quick-Step                   | + 00' 01" |
| 3                      | David García     | Xacobeo-Galicia              | + 00' 03" |
| 4                      | Gustavo César    | Xacobeo-Galicia              | + 00' 10" |
| 5                      | Diego Milán      | Acqua & Sapone–Caffè Mokambo | + 01' 42" |
| 6                      | Mauro Finetto    | CSF Group–Navigare           | z.t.      |
| 7                      | Ruggero Marzoli  | Acqua & Sapone–Caffè Mokambo | + 01' 45" |
| 8                      | Marco Frapporti  | CSF Group–Navigare           | + 01' 54" |
| 9                      | Martijn Keizer   | Rabobank Continental Team    | + 04' 02" |
| 10                     | Pieter Jacobs    | Silence-Lotto                | + 04' 20" |

2000 ·
2001 ·
2002 ·
2003 ·
2004 ·
2005 ·
2006 ·
2007 ·
2008 ·
2009 ·
2010 ·
2011 ·
2012 ·
2013 ·
2014 ·
2015 ·
2016 ·
2017 ·
2018 ·
2019 ·
2020 ·
2021 ·
2022 ·
2023 · 2024